# Fox Sports
Fox Sports là bộ phận phát thanh thể thao của Fox Broadcasting Company. Một số sự kiện thể thao được phát sóng bao gồm National Hockey League (1994–1999), Major League Baseball (1996–nay), NASCAR (2001–nay), WWE Smackdown, Bowl Championship Series (2007–2010), mỹ. US Open (bắt đầu từ năm 2015) và FIFA World Cup (bắt đầu từ 2018).

## Kênh truyền hình
- Fox Sports Networks
- Fox Sports 1
- Fox Sports 2
- Big Ten Network
- Fox Soccer Plus
- Fox College Sports
- Fox Deportes

## Dịch vụ công cộng

### 2008-09 cycle (bắt đầu với 2008 Daytona 500)
- NASCAR on Fox: Autism Speaks
- MLB on Fox: Make-a-Wish Foundation
- NFL on Fox: Children's Health Fund
- BCS on Fox: Alzheimer's Association

### 2009-10 cycle (bắt đầu với 2009 Daytona 500)
- NASCAR on Fox: Susan J. Komen for the Cure
- MLB on Fox: Michael J. Fox Foundation for Parkinson's Research
- NFL on Fox: City of Hope
- BCS on Fox: Malaria No More

## Chương trình từ năm này sang năm khác

### Quyền phát sóng hiện tại
- NFL on Fox (1994–present)[1]
  - Fox NFL Sunday and The OT
  - Super Bowls XXXI, XXXIII, XXXVI, XXXIX, XLII, XLV, XLVIII, LI, LIV and LVII
- Major League Baseball on Fox (1996–present)[2]
  - 1996, 1998, 2000, 2001, 2002, 2003, 2004, 2005, 2006, 2007, 2008, 2009, 2010, 2011, 2012, and 2013 World Series (exclusive through 2021)
- NASCAR on Fox (2001–present)[3]
  - 2001, 2003, 2005, 2007, 2008, 2009, 2010, 2011, 2012, 2013, and 2014 Daytona 500 (exclusive through 2024)
- Fox College Football (2011–present)
  - Big Ten Championship Game (2011–2016)
  - Pac-12 Football (2012–present)
  - Big 12 Football (2012–present)
  - Pac-12 Championship Game (2011, 2012, 2014, 2016, 2018, 2020, 2022)
  - Cotton Bowl Classic (1999–2014)[4]
- Fox College Hoops (2013–present)
  - Pac-12 Men's Basketball Championship (2014, 2016, 2018, 2020, 2022 and 2024)
  - Big East Regular Season Men's Basketball (2013–2024)
  - Big East Men's Basketball Championship (2014-future)[5]
- UEFA Champions League Final (2010–present)
- WWE Smackdown (2019–present)

### Quyền phát sóng trước đây
- NHL on Fox (1994–1999)
- NFL Europe (1997–2005)
- Horse Racing (1998–2000)
- BCS on Fox (2007–2010)
- Formula One (2007–2012)
- Premier League (2011–2013)

### Quyền phát sóng trong tương lai / tương lai
- FIFA World Cup (2018 & 2022)
- FIFA Women's World Cup (2015 and 2019)
- FIFA Confederations Cup (2017 and 2021)
- United States Golf Association events (includes U.S. Open, U.S. Women's Open, and U.S. Senior Open, from 2015-2026)[6]

## Công nghệ
- FoxBox (sports)
- FoxTrax
- Major League Baseball on Fox - Innovations

## Các số liệu quan trọng

### Hiện tại

#### Phát từng lần
- NFL on Fox – Joe Buck, Kenny Albert, Thom Brennaman, Dick Stockton, Chris Myers, Ron Pitts, Sam Rosen, Gus Johnson
- Major League Baseball on Fox – Joe Buck, Dick Stockton, Kenny Albert, Thom Brennaman
- NASCAR on Fox – Mike Joy
- College Football on Fox – Gus Johnson, Craig Bolerjack

#### Analisis
- NFL on Fox – Terry Bradshaw, Howie Long, Jimmy Johnson, Michael Strahan, Mike Pereira, Troy Aikman, Daryl Johnston, Brian Billick, John Lynch, Tim Ryan, Charles Davis, Chad Pennington
- Major League Baseball on Fox – Tim McCarver, Eric Karros, Kevin Millar, Harold Reynolds
- NASCAR on Fox – Darrell Waltrip, Larry McReynolds, Michael Waltrip, Jeff Hammond [roving reporter/analyst]
- College Football on Fox – Eddie George, Joey Harrington, Charles Davis, Joel Klatt, Petros Papadakis, Eric Crouch, Darius Walker

#### Reporter
- NFL on Fox – Jay Glazer, Pam Oliver, Erin Andrews, Rob Riggle and Tony Siragusa
- Major League Baseball on Fox – Ken Rosenthal, Chris Myers and Erin Andrews
- NASCAR on Fox – Steve Byrnes, Matt Yocum, Krista Voda, Jeff Hammond [roving reporter] and Erin Andrews
- College Football on Fox – Chris Myers

#### Presenter studio
- NFL on Fox/UFC on Fox – Curt Menefee
- Major League Baseball on Fox – Matt Vasgersian
- NASCAR on Fox – Chris Myers
- College Football on Fox – Erin Andrews

### Mantan

#### Play-by-play
- NFL on Fox – Pat Summerall
- NHL on Fox – Mike Emrick, Pat Foley, Sam Rosen
- Major League Baseball on Fox – Chip Caray

#### Analisis
- NFL on Fox – Cris Collinsworth, John Madden, Matt Millen, Bill Maas
- NHL on Fox – John Davidson, Joe Micheletti
- Major League Baseball on Fox – Bob Brenly, Steve Lyons

#### Reporter
- NFL on Fox – Frank Caliendo, Jillian Reynolds, Jimmy Kimmel, Jeanne Zelasko
- NASCAR on Fox – Jeanne Zelasko, Dick Berggren
- Major League Baseball on Fox – Chris Rose

#### Presenter studio
- NFL on Fox – James Brown
- NHL on Fox – James Brown, Suzy Kolber
- Major League Baseball on Fox – Keith Olbermann, Jeanne Zelasko, Chris Rose

## Chủ tịch
- David Hill (1993–1994)[7]
- Ed Goren (1994–2010)[7]
- Eric Shanks (2010–present)[7]

## Đối thủ cạnh tranh chính
- ESPN trên ABC
- NBC Sports
- CBS Sports